# Josef Habel
Josef Habel (12. května 1823 Žatec –  7. června 1869  Kundratice) byl český litograf, rytec a kreslíř.

## Život
Narodil se v Žatci, v rodině ševcovského mistra Josefa Habela a jeho manaželky Terezie.
Litografii se učil v dílnách Karla Henniga a Antonína Machka, do jehož dílny nastoupil po vyučení a pracoval zde až do roku 1850 pod vedením Františka Šíra. V září 1850 odkoupil tuto dílnu od vdovy po Antonínu Machkovi.

### Rodinný život
Dne 20. června 1847 se v Praze oženil s Annou Briestovou (1821–1855). Tato první manželka zemřela 27. srpna 1855, necelé tři týdny po narození čtvrtého dítěte – syna Richarda (* 8. srpna 1855). Vdovec Josef Habel se podruhé oženil, s manželkou Františkou (1832–1901) měl ještě páté dítě.

## Dílo
Byl první, kdo v Praze zavedl barevný litografický tisk, do té doby byly litografické kontury kolorovány ručně.
Jako dobrý malíř a kreslíř, který ovládal litografické techniky a ryl zručně krajiny i architektonické památky vynikal smyslem pro detail a pro perspektivu. Měl úzké vazby na Národní muzeum, spolupracoval s jeho kurátory a se členy českých učených společností. Byl např. autorem většiny litografických příloh časopisu Památky archaelogické a místopisné (kde používal nejen černobílé, ale i barevné litografie), do grafické podoby převáděl kresby spolupracovníků Národního muzea.
Byl autorem řady grafických provedení vedut; Antonín Frič mu svěřil provedení barevných litografických ilustrací svého díla Evropské ptactvo. Rozsah témat tisků vzniklých v dílně Josefa Habela byl široký, věnoval se např. tisku map i reklamním tiskům.

## Galerie

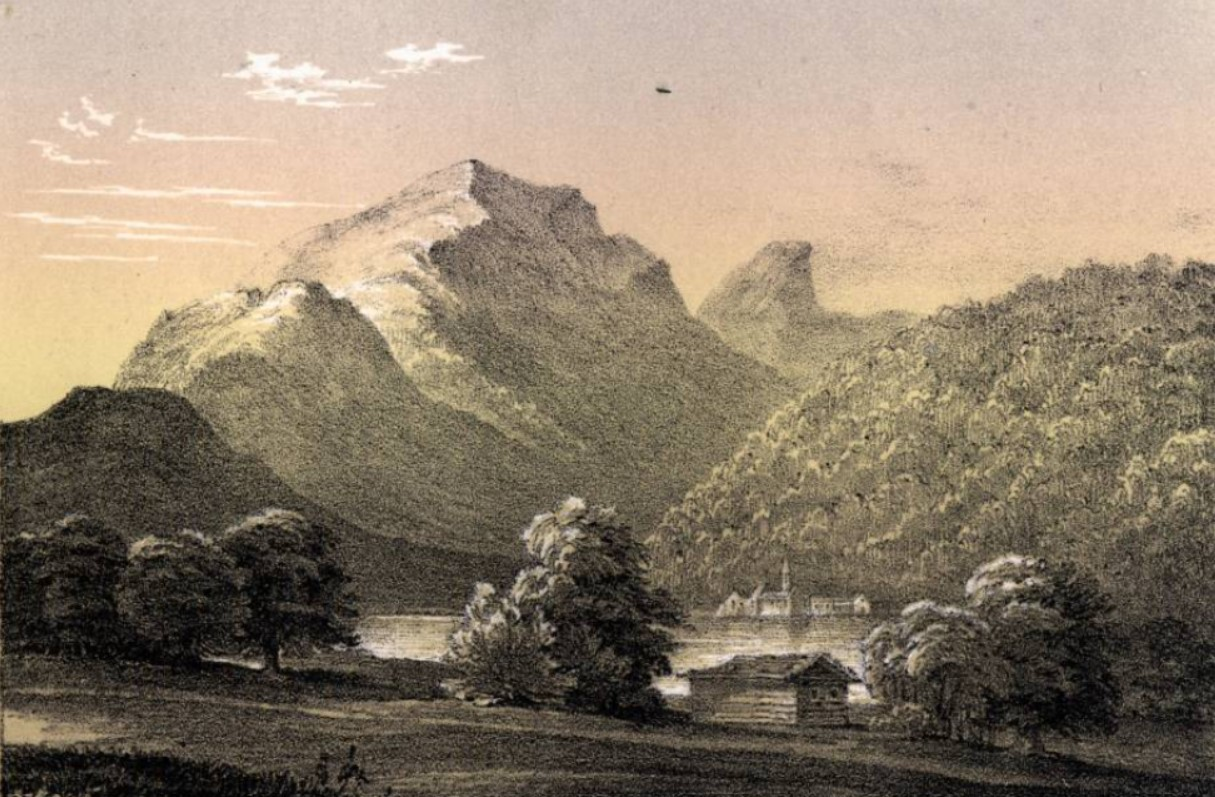
Josef Habel: Bad Ischl (asi 1850)
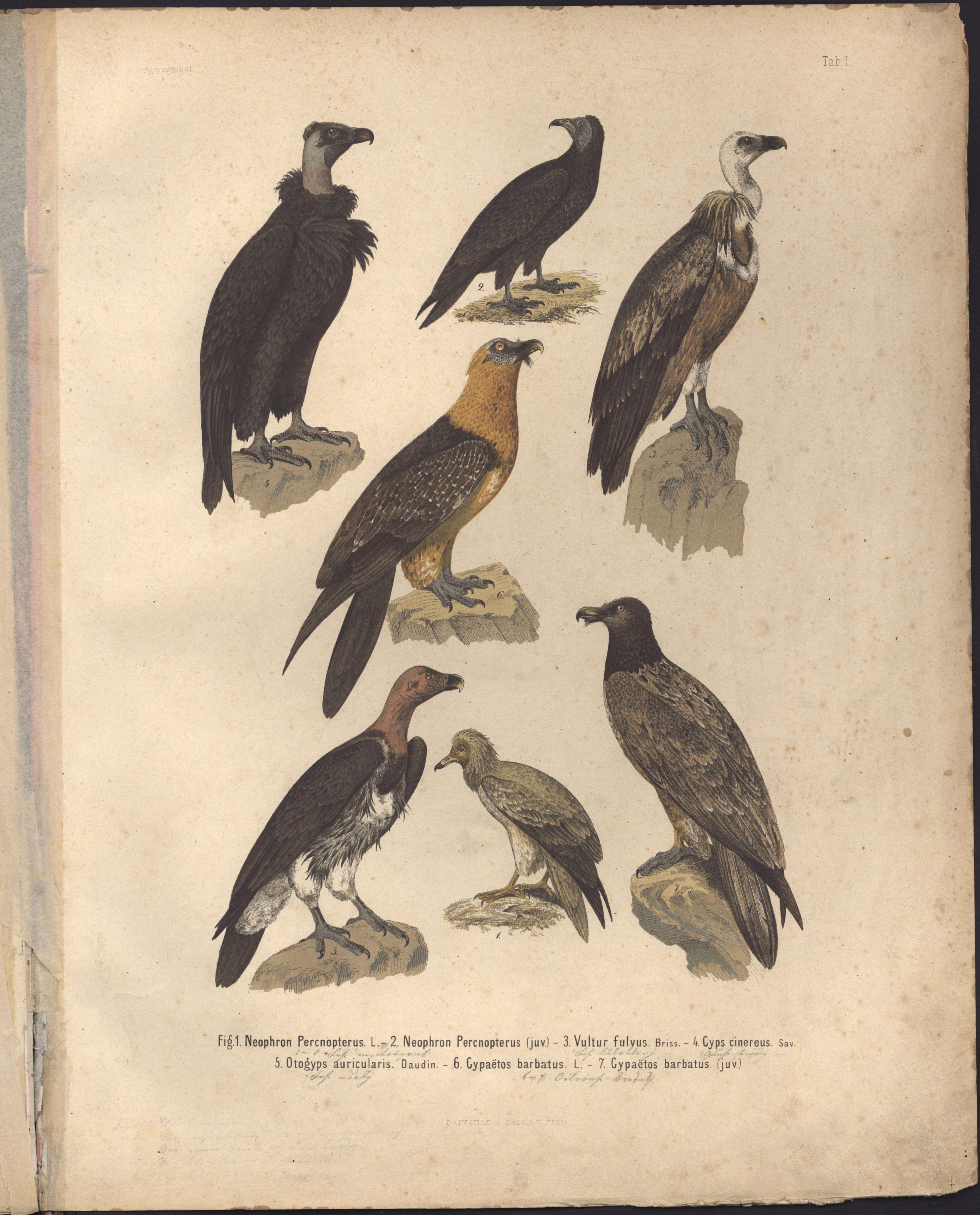
Antonín Frič: Evropské ptactvo (ilustrace, tisk Josef Habel)
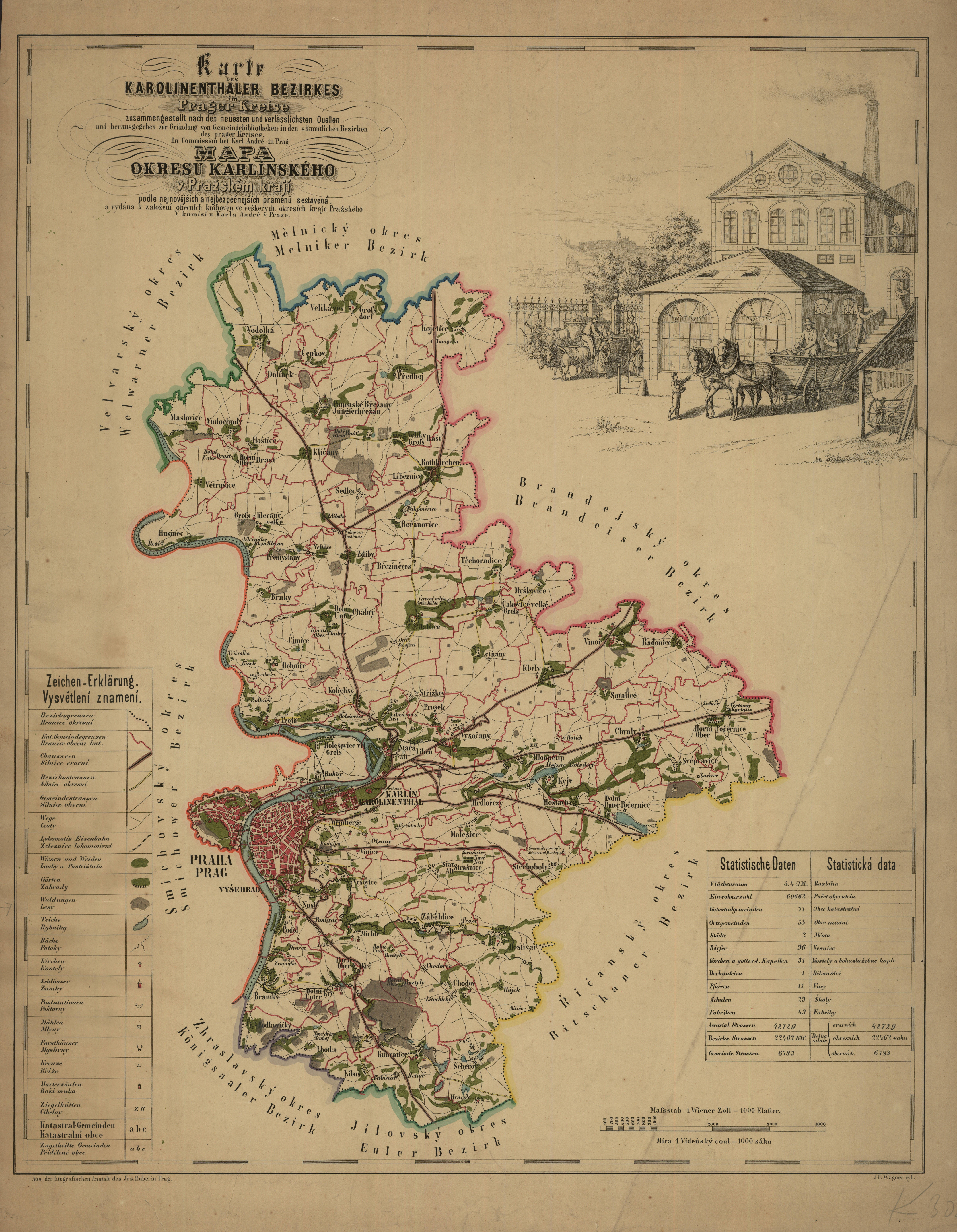
Karlínský okres (mapa 1850, tisk dílna J. Habela)